# 토요카와 에츠시
토요카와 에츠시(일본어: 豊川 悦司, 1962년 3월 18일 ~ )는 일본의 배우이다. 오사카부 야오시에서 태어나 시립 시미즈다이 고등학교를 졸업하고, 간세이가쿠인 대학 문학부를 중퇴했다. 1992년 드라마 《나이트 헤드》에 출연하며 다케다 신지와 함께 이름을 알렸다.

## 출연

### 드라마
- 2012년 《뷰티풀 레인》
- 1995년 사랑한다고말해줘

### 영화
1989년
- 《너는 나를 좋아하게 될거야》

1990년
- 《3-4X10月》
- 《병원에 가자》

1992년
- 《반짝반짝 빛나는》

1995년
- 《러브 레터》 (아키바 시게루)

2006년
- 《부드러운 생활》
- 《일본 침몰》
- 《로프트》
- 《훌라 걸스》
- 《고마워요》

2007년
- 《사랑의 유형지》
- 《다마모에》
- 《츠바키 산쥬로》
- 《범인에게 고한다》
- 《남쪽으로 튀어》

2008년
- 《강아지와 나의 열 가지 약속》
- 《이시우치 초등학교, 꽃은 질지라도》
- 《20세기 소년: 강림》
- 《입맞춤》

2009년
- 《20세기 소년: 마지막 희망》
- 《20세기 소년: 우리들의 깃발》

2010년
- 《그 남자가 아내에게》
- 《필사의 검 토리사시》

2011년
- 《한 장의 엽서》

2013년
- 《플래티나 데이터》

2017년
- 《3월의 라이온 전편, 후편》

2018년
- 《라플라스의 마녀》 - 아마카스 사이세이 역
- 《벼룩 잡는 사무라이》

2019년
- 《미드웨이》 - 야마모토 역

2020년
- 《라스트 레터》 - 아토 역

2022년
- 《킹덤2: 아득한 대지로》 - 표공 역

2023년
- 《리볼버 릴리》 - 호소미 킨야 역

### 극장판 애니메이션
2020년
- 《아야와 마녀》 - 맨드레이크